# Hans Dieter Schwarze
Hans Dieter Schwarze (30 de agosto de 1926 – 7 de mayo de 1994) fue un escritor, guionista, actor y director alemán.

## Biografía
Nacido en Münster, Alemania, hubo de servir en la Segunda Guerra Mundial y fue hecho prisionero. Tras ser liberado, inició su carrera teatral en 1946 en el teatro Stadttheater de Münster como ayudante de dirección y actor. En la década de 1950 trabajó como dramaturgo, actor y director en diferentes teatros alemanes. En el Teatro de Cámara de Múnich representó los estrenos alemanes de las obras Le square (de Marguerite Duras, 1957) y Ubú rey (de Alfred Jarry, 1959).
Schwarze rodó su primera película, Was macht Papa denn in Italien?, con Willy Fritsch, en 1961. Al mismo tiempo había empezado a trabajar para la televisión. Rodó unas 150 producciones para la televisión, adaptando en muchos casos textos de escritores como Thornton Wilder, Jean Anouilh, Marcel Pagnol, George Bernard Shaw, William Shakespeare, Carl Sternheim, Nikolái Ostrovski, Gustave Flaubert, Antón Chéjov, Theodor Fontane o Gottfried Keller.
En 1966 fue uno de los protagonistas del largometraje Alle Jahre wieder, que fue un éxito de crítica y público. La cinta, dirigida y producida por los hermanos Ulrich y Peter Schamoni, era un irónico homenaje a su ciudad natal, Münster.
Tras ocho años trabajando como director y dramaturgo de Bavaria Film, Schwarze asumió entre 1968 y 1973 la dirección del Westfälisches Landestheater en Castrop-Rauxel. Posteriormente, en 1975-1976, fue director del Staatstheater Nürnberg. A partir de 1976 trabajó como director independiente, ocupándose también en producciones radiofónicas y haciendo actuaciones de manera ocasional.
Schwarze fue también autor de varios libros, publicando entre 1952 y 1994 poemas, cuentos, novelas, teatro, libros policíacos, infantiles y notas biográficas. Fue miembro del PEN Club Internacional.
Hans Dieter Schwarze falleció en Anterskofen, Baviera, en 1994. Estuvo casado desde 1949 a 1962 con la escritora Ingrid Bachér, con la que tuvo una hija, Micheline Schwarze, nacida en 1954. Se casó por segunda vez en 1963 con la actriz y artista Karin von Wangenheim. La pareja permaneció unida hasta la muerte de él, y ambos tuvieron un hijo, Daniel Schwarze (1965-2007).
El patrimonio de Hans Dieter Schwarze se conserva en el Archivo de Literatura de Westfala.

## Premios
- 1957 : Premio de Literatura de la Capital del Estado Düsseldorf
- 1960 : Orden de la Grande Gidoullie, París
- 1965 : Premio al mejor director en el Festival Internacional de Praga
- 1967 : Deutscher Filmpreis en oro
- 1969 : Mención honorífica del Premio Grimme
- 1973 : Cruz de la Orden del Mérito de la República Federal de Alemania
- 1973 : Hoja de plata del Sindicato de Dramaturgos
- 1991 : Premio cultura del distrito de Dingolfing-Landau
- 1993 : Cruz al mérito de 1ª clase de la Orden del Mérito de la República Federal de Alemania

## Filmografía (selección)
- 1961 : Was macht Papa denn in Italien? (director)
- 1961 : X Y Z (telefilm, director)
- 1962 : Papiermühle (telefilm, director)
- 1963 : Zwei Herren aus Verona (telefilm, director)
- 1963 : Talente und Verehrer (telefilm, director)
- 1963 : Heroische Männer (telefilm, director)
- 1963 : Ein besserer Herr (telefilm, director)
- 1964 : Die Reise um die Erde (telefilm, director)
- 1964 : Komödie der Irrungen (telefilm, director)
- 1965 : Colombe (telefilm, director)
- 1965 : Der Drache (telefilm, director)
- 1966 : Der Raub der Sabinerinnen (telefilm, director)
- 1966 : Pflicht ist Pflicht (telefilm, director)
- 1966 : Die Geschichte des Rittmeisters Schach von Wuthenow (telefilm, director)
- 1966 : Eine einträgliche Stelle (telefilm, director y guionista)
- 1966 : Spätere Heirat erwünscht oder Pallü ist ein Spiel (telefilm, director)
- 1967 : Im weißen Rößl (telefilm, director)
- 1967 : Siedlung Arkadien (telefilm, director)
- 1967 : Die Mühle (telefilm, director)
- 1968 : Peter und Sabine (actor)
- 1968 : Feierabend (telefilm, director y guionista)
- 1968 : Schichtwechsel (telefilm, director)
- 1968 : Madame Bovary (telefilm, director)
- 1968 : Der blaue Strohhut (telefilm, director)
- 1969 : Die mißbrauchten Liebesbriefe (telefilm, director)
- 1970 : Varna (telefilm, actor)
- 1970-1974 : Die Kriminalerzählung (serie TV, director)
- 1971 : Gefährliche Neugier (telefilm, director)
- 1972 : Ende einer Dienstfahrt (telefilm, director)
- 1972 : Betreten verboten (telefilm, director)
- 1972 : Tatort (serie TV), episodio Der Fall Geisterbahn (director y guionista)
- 1975 : Lichtspiele am Preussenkorso (miniserie TV, director)
- 1976 : Tatort (serie TV), episodio Fortuna III (actor)
- 1977 : Des Doktors Dilemma (telefilm, actor)
- 1978 : Tochter des Schweigens (serie TV, director)
- 1979 : Wie Rauch und Staub (telefilm, actor)
- 1981 : Der Tod in der Waschstraße (actor)
- 1981 : Tatort (serie TV), episodio Das Zittern der Tenöre (director)
- 1992 : Derrick (serie TV), episodio Die Frau des Mörders (actor)
- 1993 : Derrick (serie TV), episodio Ein sehr trauriger Vorgang (actor)

## Radio
- 1963 : Herbert Asmodi: Die Harakiri-Serie (director, BR/HR)

## Libros y publicaciones (selección)
- 1952 : Quersumme
- 1954 : Flügel aus Glas
- 1957 : Heimweh nach den Weiten. Die abenteuerliche Lebensgeschichte des Dichters Peter Hille
- 1960 : Der Stiefel ist vergiftet
- 1965 : Jeder ist Columbus
- 1966 : Mersche von Tilbeck. Ein Spiel nach einer münsterländischen Sage
- 1973 : Sterben üben – was sonst
- 1980 : Memoriermurmeln
- 1980 : Die Brandebusemanns
- 1981 : Ludwig Leiserer
- 1982 : Busch, Wilhelm, erreicht sich selbst
- 1983 : Caspar Clan. Was ihm passiert und durch den Kopf geht
- 1985 : Sieben Tage Ruhe auf dem Lande
- 1986 : Kurz vorm Finale: Prosa und Verse aus vierzig Jahren
- 1990 : Geh aus mein Herz. Erinnerungen an eine Jugend 1926 bis 1945
- 1993 : Tom Törni der Zauberer
- 1994 : Ich mag keinen Kriminalroman
- 1994 : Rote Vogelschwärme. Aufzeichnungen aus meiner Krebszeit